# Daniëlle Veldkamp
Danielle Veldkamp (Winschoten, 1992) is een Nederlandse actrice.

## Biografie
Veldkamp werd geboren in Winschoten. Van 14 november 2007 tot 30 januari 2009 speelde Veldkamp de rol van Stella Paradijs in de Groningse televisieserie Boven Wotter, die wordt uitgezonden op RTV Noord en de KRO. In 2008 speelde ze de rol van het gothicmeisje Jellina Fokkema in de Friese regiosoap Bit, die werd uitgezonden door Omrop Fryslân. Zij werd gevraagd voor de rol, nadat de crew haar had gezien in Boven Wotter. Voor deze rol moest ze haar haren zwart verven. Toen zij terug gevraagd werd op de set van Boven Wotter voor het tweede seizoen, werd besloten haar rol aan te passen van "lief zoet paardenmeisje" naar een meisje dat op zoek was naar zichzelf.

## Filmografie
- 2007 Boven Wotter als Stella Paradijs
- 2008 Bit als Jellina Fokkema
- 2008 Boven Wotter II als Stella Paradijs